# Klaus Teuber
Klaus Teuber, né le 25 juin 1952 à Breuberg et mort le 1er avril 2023, est un auteur allemand de jeux de société. 
Il a conçu quelques-uns des meilleurs jeux des années 1980 - Drunter und Drüber, Adel Verpflichtet - mais c'est surtout le succès mondial des Colons de Catane qui l'a fait connaître.
Il a remporté le Spiel des Jahres à quatre reprises, pour les Colons de Catane, Barbarossa, Drunter und Drüber et Adel verpflichtet.

## Ludographie

### Seul auteur
- Barbarossa, 1988, Kosmos / Alea, Spiel des Jahres  1988
- Astérix et les Romains, 1989, Ravensburger
- Timberland, 1989, Haba
- Adel verpflichtet, 1990, Alea, Spiel des Jahres  1990, Deutscher Spiele Preis  1990
- Drunter und Drüber, 1991, Hans im Glück, Spiel des Jahres  1991
- Der fliegende Holländer (Le Hollandais volant), 1992, Parker, Deutscher Spiele Preis  1992
- Vernissage, 1993, TM Spiele
- Les Colons de Catane, 1995, Kosmos / Tilsit, Spiel des Jahres  1995, Deutscher Spiele Preis  1995, Essener Feder  1995
- Galopp Royal, 1995, Goldsieber
- Les colons de Catane (le jeu de cartes pour 2 joueurs), 1996, Kosmos
- Entdecker, 1996, Goldsieber
- Hallo Dachs!, 1996, Goldsieber
- Les Chevaliers de la Noisette (Die Ritter von des Haselnuss), 1996, Goldsieber / Asmodée
- Löwenherz, 1997, Goldsieber / Rio Grande, Deutscher Spiele Preis  1997, Schweizer Spielepreis  stratégie 2003
- Gnadenlos, 2001, Kosmos
- Nouveaux Mondes ou Die neuen Entdecker, 2001, Tilsit / Kosmos, Spiel der Spiele  2001, Essener Feder  2001
- Abenteuer Menschheit (L'Aventure de l'humanité), 2002, Kosmos / Mayfair Games
- Chip Chip Hurra, 2002, Tilsit / Klee Spiele
- Das Steiff Spiel, 2002, Kosmos
- Anno 1503, 2003, Kosmos / Mayfair Games
- Les Enfants de Catane, 2003, Tilsit / Kosmos, Schweizer Spielepreis  enfants 2003
- Objectif Catane (Sternenschiff Catan), 2003, Tilsit / Kosmos
- Candamir - Die ersten Siedler (le premier colon), 2004, Kosmos
- Ozeanien ou Oceania, 2004, Klaus Teuber Classics / Mayfair Games
- Richard Cœur de Lion, 2004, Kosmos / Tilsit
- Elasund - Die erste Stadt (la première ville), 2005, Kosmos / Mayfair Games

### AvecPeter Neugebauer,Wolfgang Lüdtke,Reiner MülleretFritz Gruber
- Bakschisch, 1995, Goldsieber
- Alles meins, 1998, Klee
- Der Herr der Ringe - Die Gefährten, 2001, Kosmos
- Der Herr der Ringe - Die zwei Türme, 2002, Kosmos